# Karolina Maria Toskańska
Karolina Maria Immakulata Habsburg-Lotaryńska (ur. 5 września 1869 w Altmünster; zm. 12 maja 1945 w Budapeszcie), arcyksiężniczka Austrii. 

## Życie
Karolina Maria była córką arcyksięcia Karola Salwatora Toskańskiego i jego żony Marii Immakulaty Burbon, księżniczki Obojga Sycylii.
30 maja 1889 w Alt-Münster wyszła za mąż za księcia Leopolda Augusta Sachsen-Coburg-Gotha, syna księcia Ludwika Augusta Sachsen-Coburg-Gotha i Leopoldyny Teresy Bragança, infantki Brazylii. Zmarła w wieku 75 lat, na Węgrzech.

## Dzieci
- August Klemens Karol (1895-1908)
- Klementyna Maria (1897-1975)
- Maria Karolina (1899-1944)
- Rainier Maria Józef (1900-1945)
- Filip Josias (1901)
- Teresa Krystyna (1902-1990)
- Leopoldyna Blanka (1906)
- Ernest Franciszek (1907-1978)